# 辻本和正
辻本 和正（つじもと　かずまさ、1975年1月6日 - ）は、奈良県出身の元アマチュアボクシング選手。165cm、54kg。

## 来歴
奈良工業高でロサンゼルスオリンピック代表の高見公明から高校2年時より指導を受け、3年時の宮崎インターハイ、ライトフライ級で優勝する。同級生にキャプテンで近畿フライ級チャンピオンの松浦英伸、副キャプテンで近畿バンタム級の中本浩司が居る。
元WBA世界スーパーフライ級チャンピオンの名城信男や現WBC世界フライ級チャンピオンの寺地拳四朗は、辻本の高校ボクシング部の後輩に当たる。
日本大学進学後、社会人に進むまで全日本選手権で10連覇（ライトフライ級2・フライ級1・バンタム級7）を記録する。一方で当時プロ世界王者だった徳山昌守、辰吉丈一郎、川島郭志とのスパーリングでも内容の伴う結果を見せた。
国際大会でもアトランタ・シドニーの2大会連続でオリンピック代表にも選ばれ、アジア大会も1994年広島・1998年バンコク・2002年釜山と3大会連続出場している。シドニー五輪と2001年世界選手権ではギレルモ・リゴンドウと対戦している。
2003年、現役を引退した。引退するまで国内選手に負けた有名選手は、元世界スーパーウェルター級チャンピオンの石田順裕だった。
奈良県内にある王寺工業高校~奈良朱雀高校のボクシング部指導の教員を経て、現在は五條高校に勤める。
日本大学時代の同級生に六島ボクシングジムで名城信男のトレーナーを務めた南京都高校出身の藤原俊志がいる。
現役時代から乳製品が大好物で炭酸飲料が飲めないのは有名である。
あだ名はチャーリー。チャーリー浜の笑い方に似ているという理由で高校生時代にボクシング部の先輩から名付けられた。